# Snowboard-Europacup in der Lenzerheide
Der Snowboard-Europacup in der Lenzerheide gehört seit der Saison 2012/13 zum Snowboard-Europacup. Er wird vom Internationalen Skiverband (FIS) und dem SSC Rätia Chur in Zusammenarbeit mit Swiss-Snowboard veranstaltet, die ersten Jahre zusammen mit Snowboard Davos. Die Rennen fanden bis 2015 am Skilift Proschieri statt, seit 2016 am Skilift Crappa Grossa an der Mittelstation der Rothorn-Gondelbahn. 

## Geschichte
Die Idee für einen Snowboard-Europacup in der Lenzerheide kam von den engagierten Vertretern und Eltern von den beiden Snowboardclubs SSC-Rätia Chur und Snowboard-Davos. Denn sie wollten für ihren Nachwuchs ein Toprennen in der Heimat bieten und den eigenen Nachwuchs fördern. Außerdem findet neben dem Europacup auch ein Open Rennen für alle statt, damit auch die jungen Nachwuchsathleten Rennerfahrungen sammeln dürfen und mitten zwischen den Top-Athleten einen riesen Motivationsschub mitnehmen können. 

## Ergebnisse

### Damen
| Auflage | Saison  | Disziplin      | Sieger                   | Zweiter            | Dritter                     |
| ------- | ------- | -------------- | ------------------------ | ------------------ | --------------------------- |
| 01      | 2012/13 | Parallelslalom | Ladina Jenny             | Maria Sitzenfrei   | Tanja Brugger               |
| 01      | 2012/13 | Parallelslalom | Maria Sitzenfrei         | Bernadette Ernst   | Ladina Jenny                |
| 02      | 2013/14 | Parallelslalom | Sabine Schöffmann        | Cheyenne Loch      | Jekaterina Chatomtschenkowa |
| 02      | 2013/14 | Parallelslalom | Weronika Biela           | Nicole Baumgartner | Cheyenne Loch               |
| 03      | 2014/15 | Parallelslalom | Julie Zogg               | Sabine Schöffmann  | Gloria Kotnik               |
| 03      | 2014/15 | Parallelslalom | Sabine Schöffmann        | Michelle Dekker    | Gloria Kotnik               |
| 04      | 2015/16 | Parallelslalom | Sabine Schöffmann        | Patrizia Kummer    | Ladina Jenny                |
| 04      | 2015/16 | Parallelslalom | Sabine Schöffmann        | Yanetani Eri       | Daniela Ulbing              |
| 05      | 2016/17 | Parallelslalom | Sabine Schöffmann        | Ina Meschik        | Ladina Jenny                |
| 05      | 2016/17 | Parallelslalom | Sabine Schöffmann        | Ladina Jenny       | Julia Dujmovits             |
| 06      | 2017/18 | Parallelslalom | Larissa Gasser           | Nicole Baumgartner | Jemima Juritz               |
| 06      | 2017/18 | Parallelslalom | Jemima Juritz            | Larissa Gasser     | Cheyenne Loch               |
| 07      | 2018/19 | Parallelslalom | Anastassija Kurotschkina | Elisa Caffont      | Jasmin Coratti              |
| 07      | 2018/19 | Parallelslalom | Anastassija Kurotschkina | Elisa Caffont      | Jasmin Coratti              |
| 08      | 2019/20 | Parallelslalom | Sabine Schoeffmann       | Daniela Ulbing     | Tsubaki Miki                |
| 08      | 2019/20 | Parallelslalom | Daniela Ulbing           | Tsubaki Miki       | Sabine Schoeffmann          |
| 09      | 2020/21 | Parallelslalom | Annamaria Dancha         | Larissa Gasser     | Xenia Spoerri               |
| 09      | 2020/21 | Parallelslalom | Flurina Neva Baetschi    | Jennifer Hawkrigg  | Annamatie Dancha            |
| 010     | 2021/22 | Parallelslalom | Darina Klink             | Elisa Caffont      | Maria Valova                |
| 010     | 2021/22 | Parallelslalom | Adeliia Kasimova         | Darina Klink       | Elisa Caffont               |
| 011     | 2022/23 | Parallelslalom | cancelled                | cancelled          | cancelled                   |
| 011     | 2022/23 | Parallelslalom | Jasmin Coratti           | Miriam Weis        | Flurina Neva Baetschi       |

### Männer
| Auflage | Saison  | Disziplin      | Sieger              | Zweiter             | Dritter            |
| ------- | ------- | -------------- | ------------------- | ------------------- | ------------------ |
| 01      | 2012/13 | Parallelslalom | Lukas Schneeberger  | Alexander Payer     | Johann Stefaner    |
| 01      | 2012/13 | Parallelslalom | Johann Stefaner     | Sebastian Kislinger | Darren Gardner     |
| 02      | 2013/14 | Parallelslalom | Johann Stefaner     | Daniel Weis         | Luca Ponti         |
| 02      | 2013/14 | Parallelslalom | Edwin Coratti       | Jure Hafner         | Daniel Weis        |
| 03      | 2014/15 | Parallelslalom | Dario Caviezel      | Lukas Schneeberger  | Hannes Hofer       |
| 03      | 2014/15 | Parallelslalom | Silvan Flepp        | Dario Caviezel      | Nevin Galmarini    |
| 04      | 2015/16 | Parallelslalom | Edwin Coratti       | Dario Caviezel      | Rok Marguč         |
| 04      | 2015/16 | Parallelslalom | Stefan Baumeister   | Edwin Coratti       | Nevin Galmarini    |
| 05      | 2016/17 | Parallelslalom | Dario Caviezel      | Sebastian Kislinger | Andreas Prommegger |
| 05      | 2016/17 | Parallelslalom | Sebastian Kislinger | Andreas Prommegger  | Patrick Bussler    |
| 06      | 2017/18 | Parallelslalom | Maurizio Bormolini  | Gabriel Messner     | Daniele Bagozza    |
| 06      | 2017/18 | Parallelslalom | Daniele Bagozza     | Maurizio Bormolini  | Fabian Obmann      |
| 07      | 2018/19 | Parallelslalom | Fabian Obmann       | Sebastian Schüler   | Marc Hofer         |
| 07      | 2018/19 | Parallelslalom | Fabian Obmann       | Dimitry Karalgachev | Arvid Auner        |
| 08      | 2019/20 | Parallelslalom | Sebastian Kislinger | Alexander Peyer     | Arvid Auner        |
| 08      | 2019/20 | Parallelslalom | Alexander Peyer     | Shinnosuke Kamino   | Elias Huber        |
| 09      | 2020/21 | Parallelslalom | Dominik Burgstaller | Vasyl Kasheliuk     | Ole-Mikkel Prantl  |
| 09      | 2020/21 | Parallelslalom | Crt Ikovic          | Gian Casanova       | Masaki Shiba       |
| 010     | 2021/22 | Parallelslalom | Dimitri Sarsembaev  | Aron Juritz         | Maurizio Bormolini |
| 010     | 2021/22 | Parallelslalom | Dimitri Sarsembaev  | Maurizio Bormolini  | Aron Juritz        |
| 011     | 2022/23 | Parallelslalom | cancelled           | cancelled           | cancelled          |
| 011     | 2022/23 | Parallelslalom | Arvid Auner         | Dario Caviezel      | Gian Casanova      |